# Crkva sv. Jakova Apostola u Dicmu
Crkva svetog Jakova Apostola u Dicmu je župna crkva župe Dicmo Donje. Sagrađena je za župnika don Bartola Ganze 1934. godine i pomoćnika don Klementa Tadina, voditelja radova. Stara crkva svetog Jakova nalazila se na groblju. Nije poznata godina njezine gradnje, ali opoznato je da ju je opisao splitski nadbiskup Stjepan Cupilli u izvješću iz 1709. godine kada je obavio vizitaciju župe.

## Izgled
Nova crkva sagrađena je od klesanog kamena na tri lađe u novoromaničkom stilu, ali s neobičnim i impozantnim zvonikom na pročelju. Zvonik je nadograđen za 4,26 metara, a križ na zvoniku visok je 1,80 metara za župnika don Ivana Dragušice 1994. godine. Tom su prigodom u zvonik postavljena nova četiri zvona salivena u Innsbrucku u tvrtki Grassmayer ukupne težine 1650 kg. Crkvu dugu 35 i široku 17 metara, projektirao je arhitekt Emilio Cicilijani. Glavni oltar je u polukružnoj apsidi na kojemu su kipovi sv. Jakova i sv. Ane. Iza oltara su dvije sakristije. Crkvene lađe odijeljene su stupovima i lukovima. U pokrajnim lađama nalaze se oltari Srca Isusova i sv. Ane s kipovima.
Crkva je obnavljana 1969. godine za župnika don Branka Markića, 1984. za župnika don Ante Balića, te za župnika don Ivana Dragušice (1993. – 1999.). Ispred starog glavnog oltara postavljen je novi oltar, a na koru iznad glavnih vrata 1998. godine postavljene su nove Hefererove orgulje nabavljene prilozima vjernika na poticaj župnika don Ivana Dragušice.

## Župnici župe Dicmo Donje
- fra Lovre Jazidić (Jazičić) (1703. – 1704.)
- fra Ilija Despotović-Tešija (1777. – 1780.)

...
- fra Bone (Bonaventura) Buljan (1809. – 1811.)

...
- don Ante Katić, župni upravitelj (1851. – 1854.)
- don Mate Bratinčević, župni upravitelj (1855. – 1863.)

...
- don Frane Jerkunica (1893. – 1897.)
- don Ivan Škarica Žikov (1897. – 1906.)

...
- don Bartul Ganza, nestalni župnik (1921. – 1942.)
- don Ante Grgić (1939. – 1940.)

...
- don Stipe Žuro (1992. – 1993.)
- don Ivan Dragušica (1993. – 2000.)
- don Mirko Skejić (2000. – 2002.)
- don Vladimir Strikić (2002.-....); dekan Kliškog dekanata

Blagdan sv.Jakova i Ane (25,26.07) ujedno je dan općine Dicmo, u ta dva dana mnogobrojni vjernici iz čitave Hrvatske prođu kroz crkvu sv. Jakova, na blagdan Gospe od Ružarija koji se po običaju slavi uvijek prvu nedjelju mjeseca listopada i blagdan Srca Isusova također bude mnogobrojnih vjernika iz Dicma i okolnih mjesta. Na blagdan Gospe Lurdske sv.Misa svake godine bude na otvorenome u crkvenome dvorištu, ispred špilje Gospe Lurdske. Sv. Jakovu i Ani se na njihov blagdan tradicionalno u ruke donosi biljka murtela.

## Župne knjige
Stare deskriptivne matične knjige župe Dicmo Donje nisu sačuvane. Matične knjige rođenih, umrlih i vjenčanih (1825-o.1850) čuvaju se u Državnom arhivu u Zadru, a novije za razdoblje o.1850-o.1900. u Državnom arhivu u Splitu. Parice matičnih knjiga rođenih, vjenčanih i umrlih (1819-1940) čuvaju se u Nadbiskupskom arhivu u Splitu, dok se Stanje duša (lat. Status animarum) čuva u župnom uredu.

## Orgulje
Ivan Faulend Heferer izgradio je orgulje za crkvu (op. 263) 1998. godine. Glazbalo ima ovu dispoziciju:
| I. manual C–a3 |                  |        |
| 1.             | Bourdon          | 16'    |
| 2.             | Principal        | 8′     |
| 3.             | Drveni poklopnik | 8′     |
| 4.             | Salicional       | 8′     |
| 5.             | Oktava           | 4′     |
| 6.             | Cijevna flauta   | 4′     |
| 7.             | Visoka oktava    | 2'     |
| 8.             | Mješanica III-V  | 1 1/3' |

| II. manual C–a3 |                   |        |
| 9.              | Gudački principal | 8′     |
| 10.             | Planinski rog     | 8′     |
| 11.             | Morski val        | 8′     |
| 12.             | Fugara            | 4′     |
| 13.             | Noćni rog         | 4'     |
| 14.             | Sesquialtera II   | 2 2/3′ |
| 15.             | Blokflauta        | 2'     |

| Pedal C–f1 |             |     |
| 16.        | Duboki bas  | 16′ |
| 17.        | Nježni bas  | 16′ |
| 18.        | Oktavni bas | 8′  |
| 19.        | Fagot       | 16' |
| 20.        | Fagot       | 8'  |
| 21.        | Fagot       | 4'  |

Spojevi: II-I, I-P, II-P, Sup II-P, Sub II-I, Sup II-I, Sup II (za 8' i 4' registre). 

Kolektivi: P, MF, F, T, 0.

Pomagala: 2 slobodne kombinacije, crescendo (valjak), žaluzije (II. manual), ped. aut., ukidač valjka, ukidač jezičnjaka, ukidač ručne registrature.

Trakture su pneumatske.

## Galerija
- Pogled na glavni oltar
- Oltar s likom svetog Jakova
- Gospa od Ružarija
- Oltar s likom sv. Ane - suzaštitnice župe Dicmo Donje
- Gospa Lurdska
- Oltar s likom Presvetog Srca Isusova
- Lik svetoga Jakova u župnoj dvorani
- Sveti Jakov s nakitom i murtelom